# Fadil Sido
Fadil Sido est un footballeur burkinabé, né le 13 avril 1993 à Ouagadougou. Il évolue comme milieu polyvalent.

## Biographie
Fadil Sido commence sa carrière professionnelle au Mans. Il dispute 11 matchs en Ligue 2 avec ce club, inscrivant deux buts. À la suite du placement du club en liquidation judiciaire et de sa relégation en Division d'Honneur, Fadil Sido rejoint le Football Club de Metz.
Avec les Grenats, il remporte le titre de champion de Ligue 2 dès sa première saison, même s'il ne joue que très peu. Il découvre la Ligue 1 lors de la saison 2014-2015, disputant cinq matchs en championnat. Le club est relégué à l'échelon inférieur à l'issue de la saison. En manque de temps de jeu à Metz, il est prêté au Vendée Luçon Football, club de National, en janvier 2016.
Fin septembre 2016, n'ayant toujours pas été une seule fois dans le groupe professionnel après sept journées de championnat, il résilie son contrat avec le FC Metz.
En janvier 2019, Fadil Sido est recruté par le Thonon Évian Football Club qui évolue au septième niveau national (Régional 2). L'équipe est entraînée par Bryan Bergougnoux et vise à monter les échelons des championnats nationaux.
Le 1er août 2019, il signe un contrat à l'US Forbach pour tenter de se relancer.

## Palmarès
Fadilo Sido est champion de France de Ligue 2 en 2014 avec le FC Metz.